# Cholornis paradoxus
Az Cholornis paradoxus a verébalakúak (Passeriformes) rendjébe, ezen belül az óvilági poszátafélék (Sylviidae) családjába tartozó, 20 centiméter hosszú madárfaj.
Kína mérsékelt égövi erdeiben él, 1500-3660 méteres tengerszint feletti magasságban.

## Alfajai
Két alfaja ismert: a C. p. paradoxus (J. Verreaux, 1870), mely Kanszu tartomány déli, Szecsuan tartomány déli középső valamint északkeleti, és Senhszi tartomány délkeleti részén él, valamint a C. p. taipaiensis (Cheng Tsohsin et al., 1973), mely Senhszi tartomány déli részén fordul elő.